# Reserva marina
Una reserva marina és una figura internacional de protecció de la natura adreçada al medi marí. Amb aquesta finalitat, normalment s'hi impedeix o limita la pesca i altres activitats humanes.

## Història
Durant la First World Conference on National Parks (I Conferència Mundial sobre Parcs Nacionals) celebrada a Seattle del 30 de juny al 7 de juliol de 1962, l'objectiu de la qual era fomentar el desenvolupament dels parcs nacionals a escala mundial, es va arribar a la primera resolució internacional a favor de protegir el medi marí. L'any 1987, al IV Congrés Mundial de la Natura que se celebrà a Colorado Springs, s'acordà la definició del terme "àrea marina protegida" i s'establiren les bases de la conservació del medi marí. Tot i això, el 4 de gener de 1935 el president Roosevelt ja havia declarat la primera àrea marina protegida del món, el Fort Jefferson National Monument, a la costa de Florida, que el 1992 esdevingué Parc Nacional. Pel que fa a Europa, la primera reserva marina va ser el Parc Nacional Marítim-Terrestre de Port-Cros, a Ieras, França), creat el 1963.

## Països Catalans
Des de l'any 1986 existeix la reserva marina de Tabarca, a Alacant. Des d'aleshores s'han declarat les reserves marines següents:
- El parc natural de les Illes Columbretes, a la costa de la Plana Alta (1988)
- La reserva marina de les Illes Medes, a L'Estartit (1990)
- El parc nacional de l'arxipèlag de Cabrera, al sud de Mallorca (1991)
- La reserva marina del Cap de Sant Antoni, a la Marina Alta (1993)
- La reserva pesquera de Ses Negres (1993)
- Les illes d'Es Freus i Ses Salines de Formentera (1995)
- El parc natural del Cap de Creus (1998)
- Les reserves pesqueres de Menorca, la de S'Arenal Regana i la de la Masia Blanca (1999)
- El Parc natural de ses Salines, a Eivissa (2001)